# Rue Joseph Coosemans
Pour les articles homonymes, voir Coosemans.
La rue Joseph Coosemans (en néerlandais : Joseph Coosemansstraat) est une rue de Schaerbeek, commune de la région bruxelloise, qui relie le haut de l'avenue Dailly à la place de la Patrie en passant par la grande rue au Bois, la rue Auguste Lambiotte et l'avenue Chazal.
La rue porte le nom du peintre paysagiste bruxellois Joseph Coosemans, né à Bruxelles en 1828 et décédé à Schaerbeek en 1904. La dénomination de la rue date de 1906.
Le PRAS détermine l'affectation du 1er tronçon de la rue en zone mixte, le 2e tronçon en zone d'habitation et le 3e tronçon en zone d'habitation pour le côté pair de la rue et zone mixte pour le côté impair. La numérotation des habitations va de 1 à 123 pour le côté impair, et de 2 à 128 pour le côté pair. Les maisons datent pour la plupart du début du XXe siècle, et sont des maisons bourgeoises de style bruxellois à trois pièces en enfilade.
Le dernier réasphaltage de la rue a eu lieu le 9 juin 2017. Les fondations de la rue comportent toujours les pavés d'origine. Le précédent réasphaltage date de juin 2007. La longueur totale de la rue est d'environ 430 m.

## Événements
- La rue Coosemans se trouve sur le trajet du carnaval local, le Scharnaval, qui a lieu chaque année au mois de mars.
- Elle est également sur le trajet du Meyboom qui y fait une halte au café Le Chazal.
- Elle accueille certaines années la fête annuelle organisée par le comité de quartier Le Village, elle est alors vidée de ses voitures.

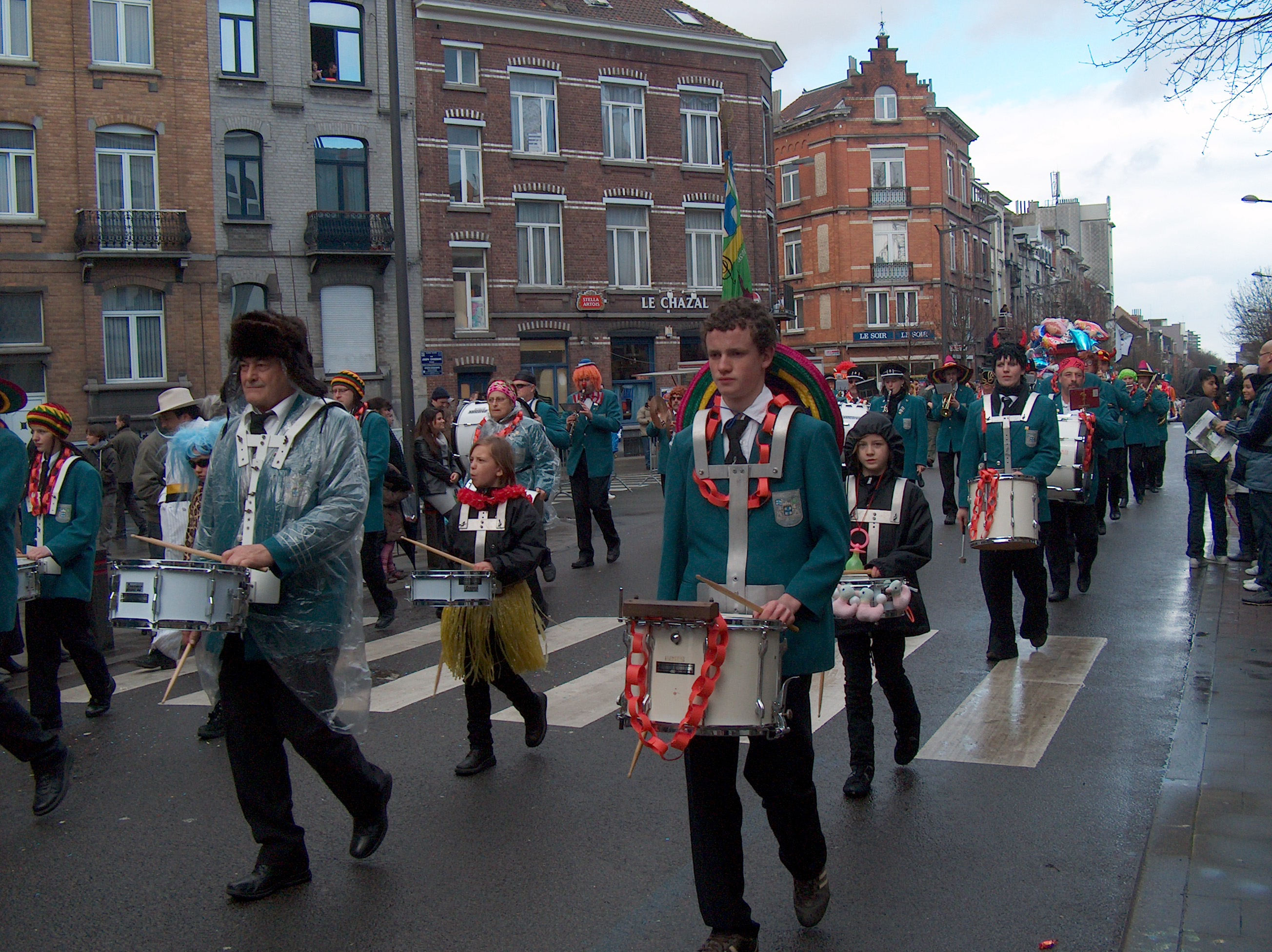
Scharnaval
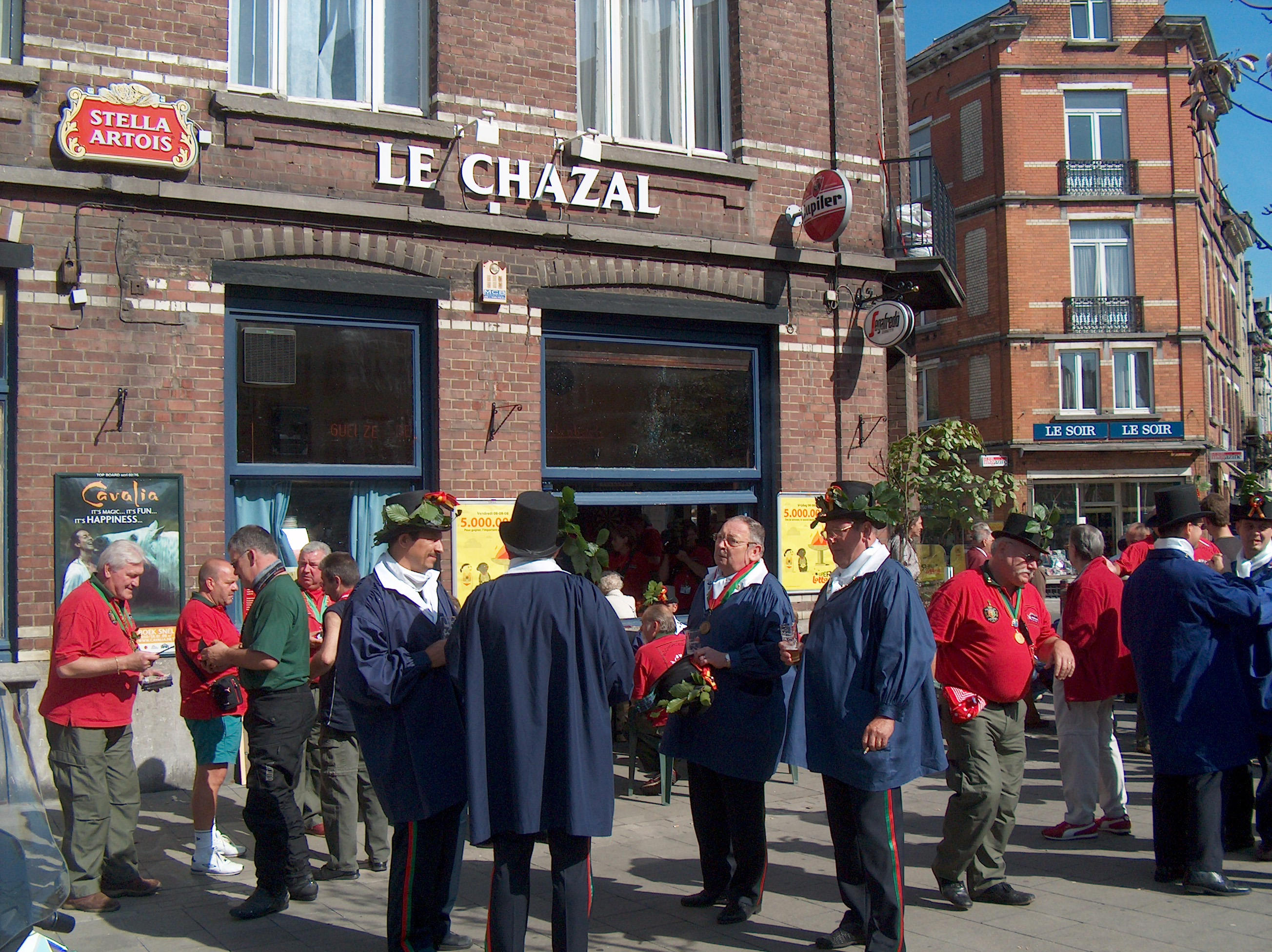
Meyboom

## Années de construction et architectes
| no  | année | architecte       |
| --- | ----- | ---------------- |
| 13  |       | CT Degraeve      |
| 23  |       | Alfred Knein     |
| 25  |       | Alfred Knein     |
| 68  | 1909  | Hubert Eggerickx |
| 70  | 1909  | Hubert Eggerickx |
| 72  | 1909  | Hubert Eggerickx |
| 76  |       | J. Lerat         |
| 81  | 1911  | W. Alderse-Baes  |
| 83  | 1911  | W. Alderse-Baes  |
| 85  | 1912  | W. Alderse-Baes  |
| 95  | 1963  | Paul Van de Berg |
| 117 |       | A. Matagne       |
| 119 |       | CT Huberty       |
| 121 |       | CT Huberty       |
| 122 | 1912  | L. Vanhooveld    |

## Adresses notables
- no 1 : Mod'Line
- no 20 : Vanklemput C., kinésithérapeute
- no 30 : Copette M., médecine générale
- no 42 : Atelier du sushi
- no 96 : Le Chazal
- no 99 : Najm M., dentiste
- no 116 : Copette M., kinésithérapeute

## Transport public
- côté avenue Dailly
  - arrêt Dailly du bus 29 (STIB)
  - arrêt Dailly du bus 61 (STIB)
  - arrêt Dailly du bus 64 (STIB)
  - arrêt Dailly du bus Noctis N04 (STIB)
  - arrêt Dailly du bus 318 (De Lijn)
  - arrêt Dailly du bus 351 (De Lijn)
  - arrêt Dailly du bus 358 (De Lijn)
  - arrêt Dailly du bus 410 (De Lijn)
  - station de taxi Dailly
  - carsharing Cambio (voiture partagée) - station Dailly (juste après le théâtre de La Balsamine)
- côté place de la Patrie
  - arrêt Patrie du tram 25 (STIB)
  - arrêt Patrie du bus 64 (STIB)
  - arrêt Patrie du bus 65 (STIB)